# ホシヤ
株式会社ホシヤ（Hoshiya）は、主に消しゴム等の事務製品を専門的に製造する、日本の文具メーカー。

## 沿革
- 1951年 - 山崎弘により、株式会社山崎弘商店が設立する。
- 1988年 - 山崎安彦が、二代目社長就任。株式会社ホシヤとなる。
- 2012年 - 山崎潔が、三代目社長就任
- 2025年 - 事業を停止し、破産申請を開始

## 主な商品
主な自社商品
- 消しゴム
- 指サック
- 紙やすり

## Keep
Keep消しゴムは、1970年ごろに発売され、製図用に作られた消しゴムである。消しゴムがスリーブの右側に出ていて、しっかりとした消し心地と耐久性が特徴である。